# ГАЕС Калаяан
ГАЕС Калаяан — гідроакумулювальна електростанція на Філіппінах на острові Лусон.
Починаючи з середини 20 століття на південний схід від околиці Маніли діє ГЕС Калірая (32 МВт) — розпочата спорудженням американцями у 1939-му, пошкоджена напередодні захоплення японцями, відновлена та добудована останніми у 1942-му, знов пошкоджена при відступі сил острівної імперії у 1945-му та знов відновлена у 1953-му. Накопичення ресурсу для роботи об'єкту відбувається у правобережній частині сточища річки Пагсанджан (впадає до озера Лагуна-де-Бей, яке через коротку річку Пасіг дренується до Манільської затоки), для чого звели дві греблі:
- на правій притоці Пагсанджан річці Калірая, котру перекрили земляною греблею висотою 42 метри та довжиною 500 метрів. Вона утримує водосховище з об'ємом 86 млн м3 (корисний об'єм 78 млн м3), в якому припустиме коливання рівня поверхні між позначками 276 та 288 метрів НРМ;
- на річці Бумбунган, яка впадає праворуч до Кавінті, котра в свою чергу приєднується праворуч до Пагсанджан. У цьому випадку звели земляну греблю Лумот висотою 30 метрів, яка разом з допоміжною дамбою висотою 21 метр утримує водосховище з об'ємом 39 млн м3.
Сховища об'єднані у спільно регульовану водойму за допомогою тунелю довжиною 0,2 км з діаметром 4 метра та водоводу довжиною 2,2 км з діаметром 2 метра.
У 1980-х систему Калірая/Лумот використали як верхній резервуар нової ГАЕС Калаяан, при цьому виділений для її роботи корисний об'єм становить 22 млн м3, а мінімальний операційний рівень поверхні — 286 метрів НРМ.
Як нижній резервуар задіяли озеро Лагуна-де-Бей із об'ємом 2,25 млрд м3 та коливанням рівня поверхні між позначками -0,4 (внаслідок припливних явищ у Манільській затоці) та 3,2 метра НРМ.
Від сховища Калірая прокладено канал довжиною біля 1 км з шириною по дну 45 метрів, котрий завершується виконаною з бетону водозабірною спорудою Калаяан, котра має висоту 32 метри та довжину 115 метрів. Звідси прокладено два напірні водоводи зі спадаючим діаметром від 6 до 5,5 метра і довжиною 1,2 км та 1,3 км, кожен з яких розгалужується на два короткі водоводи з діаметром 3,3 метра.
Споруджені у підземному виконанні два машинні зали розташовуються на березі нижнього резервуару. Кожен з них обладнаний двома оборотними турбінами типу Френсіс потужністю по 177 МВт у генераторному та 147 МВт у насосному режимах. Вони використовують напір у 286,5 метра та провадять підйом на 289,5 метра.
Зв'язок з енергосистемою відбувається по ЛЕП, розрахованій на роботу під напругою 230 кВ.